# Patrick Tissier
Pour les articles homonymes, voir Tissier.
Patrick Tissier, né le 24 août 1952 à Bourges dans le département du Cher, est un tueur en série et un violeur en série français, surnommé « L'Ogre de Perpignan ».
En mai 1971, à 18 ans, il est incarcéré à la Maison d'arrêt de Bourges, à la suite du meurtre de sa petite-amie. Condamné une première fois en avril 1972 à 20 ans de prison — sa qualité de mineur lui évite la peine de mort et l'emprisonnement à perpétuité —, il bénéficie de permissions de sortie en 1982.
Au cours de sa sixième permission, en décembre 1982, il ne ré-intègre pas la Prison de Muret et part en cavale, pendant laquelle il viole une jeune femme et tente d'en violer une autre. Arrêté en avril 1983, il est ré-incarcéré puis condamné, en 1985, à 10 ans de réclusion criminelle.
Libéré en janvier 1992, il s'installe à Perpignan, où il intègre la communauté mormone. Il commet ensuite deux nouveaux meurtres, dont l'un sur une fillette de 8 ans, et une tentative de meurtre, en août et septembre 1993. Après être parti en cavale, à la suite de sa tentative de meurtre, il sera arrêté le 21 septembre 1993, puis incarcéré à la Maison d'arrêt de Perpignan. Cette troisième arrestation de Tissier provoquera de fortes réactions concernant la récidive, allant même jusqu'à demander le rétablissement de la peine de mort.
Tissier sera finalement condamné à une troisième reprise, en janvier 1998, à la réclusion criminelle à perpétuité assortie d'une période de sûreté de 30 ans.
Le cas de Tissier a fait beaucoup de bruit dans les années 1990 et a mené à la mise en vigueur de la perpétuité incompressible, en 1994, dans le but d'empêcher la récidive d'assassins et violeurs de mineurs de moins de 15 ans,,.

## Biographie

### Jeunesse et premières violences
Patrick Tissier est né le 24 août 1952 à Bourges (Cher). Il grandit dans un contexte familial difficile, au milieu de cinq frères et sœurs, dont il est le benjamin, et avec un père violent et une mère volage. Cette enfance, qu'il décrit comme étant « dégueulasse », lui laissera des séquelles.
En 1963, alors que Patrick est âgé de 11 ans, sa mère quitte le domicile familial. Les trois premiers enfants étant adultes, seuls Patrick, Lionel et Viviane restent chez leur père, qui se met en couple avec Marie Luna.
En 1965, à 12 ans et demi, Tissier tente de violer sa sœur Viviane. Elle le raisonne et il renonce. Après cela, elle sera placée en foyer d'accueil. Lionel, quant à lui, écumera plusieurs dépressions avant de se suicider en 1986.
En mars et avril 1969, il tente de violer sa belle-mère dans la salle de bain. Il la frappe à la tête et l'étrangle, mais échoue dans sa tentative de viol. Sa belle-mère porte plainte, faisant intervenir la DDASS. Il est alors suivi par un juge des enfants et plusieurs psychiatres et ne commet plus de violences.
Après un apprentissage d'électricien, Tissier est embauché comme pompiste dans une station-service. Dans un bar, il rencontre Marie-Françoise Pinson, 16 ans, apprentie coiffeuse, avec qui il partagera sa vie de 1969 à 1971.

### Premier meurtre et première détention
Le 1er mai 1971, Tissier doit bientôt partir pour le service militaire. Lui et Marie-Françoise vont danser à un bal et se promènent le long de la rivière près de Bourges. Tissier tente d'avoir un dernier rapport sexuel avec Marie-Françoise avant de partir à l'armée, mais celle-ci se refuse à lui. Il s'emporte violemment et fait peur à Marie-Françoise, qui commence à paniquer. Tissier la tue par strangulation, la déshabille, la viole et jette son corps dans la rivière. Après avoir commis son crime, Tissier se réfugie dans une chambre d'hôtel du centre-ville de Bourges sous un faux nom.
Le 2 mai 1971, le corps de Marie-Françoise est découvert par des promeneurs. Les soupçons se portent rapidement sur Tissier, qui est le dernier à l'avoir vu vivante et qui demeure introuvable.
Tissier est arrêté, le 3 mai 1971, dans l'hôtel où il s'était réfugié. Il avoue avoir tué Marie-Françoise car elle s'était refusée à lui, ce dont il a déduit qu'elle ne l'aimait plus. Tissier est inculpé de meurtre et placé en détention provisoire. Il a alors 18 ans.
Lorsqu'il intègre la Maison d'arrêt de Bourges, Tissier surprend le personnel par sa bonne conduite, qualifiée d'exemplaire. Les experts psychiatres ne constatent aucune abolition du discernement chez Tissier, et arguent notamment qu'il est capable d'un raisonnement lucide, s'étant caché sous un faux nom pour ne pas être repéré. Ils le jugent donc entièrement responsable de ses actes.
Le 25 avril 1972, le procès de Patrick Tissier se déroule devant la cour d'assises du Cher. L'accusé, âgé de 19 ans, est décrit comme un prévenu exemplaire, facilement curable et ré-adaptable. Tissier est condamné à 20 ans de réclusion criminelle. Incarcéré à la maison d'arrêt de Bourges, Tissier est transféré au Centre de détention de Muret, où il est décrit comme un détenu exemplaire,.

### Évasion, nouveaux crime et condamnation pour viol
En 1982, après 11 ans de détention, Tissier bénéficie de cinq permissions de sortie durant lesquelles tout se passe bien.
Le 15 décembre 1982, Tissier entame sa sixième permission de sortie, pour une durée de trois jours. Il est censé réintégrer le Centre de détention de Muret le 18 décembre 1982, mais ne s'y rend pas. Il entame alors une cavale.
Le 22 décembre 1982, à Toulouse, une secrétaire mange dans sa voiture. Tissier la menace avec un pistolet à grenaille et l'oblige à conduire hors de la ville et la viole. Après l'agression, Tissier poursuit sa cavale.
Le 23 décembre 1982, il tente de violer une deuxième jeune femme. La victime parvient à s'échapper, mais Tissier lui vole son sac. À la suite de cela, Tissier commet de nombreux vols afin d'assurer sa cavale. On ignore, à ce jour, s'il a commis d'autres meurtres au cours de cette escapade.
En avril 1983, Tissier est finalement repéré par des passants, lors d'un vol avec violence, à Nice. Il est arrêté et inculpé pour les faits de viol, évasion, tentative de viol et vols avec violence qui lui sont reprochés puis placé en détention provisoire. Les experts psychiatres, chargés de l'examiner, soulignent une dangerosité permanente et le jugent difficilement ré-adaptable,.
Les 27 et 28 mai 1985, Tissier comparaît devant la Cour d'assises de Haute-Garonne pour son évasion, le viol de la secrétaire, la tentative de viol commise sur une autre jeune femme et les vols avec violence commis au cours de sa cavale. Il est condamné à 10 ans de réclusion criminelle,.

### Libération et nouvelle récidive
Patrick Tissier est libéré le 4 janvier 1992, après 8 ans et demi de détention. Il a alors 39 ans. 
À la suite de sa libération, Tissier part à Perpignan afin d’entamer une nouvelle vie. Il intègre la communauté mormone. Il rencontre par la suite la famille Volckaert, avec qui il se liera d'amitié. Il est surnommé « tonton Patrick » par les enfants Volckaert. À cette période, la famille ignore le passé criminel de Tissier. Ils le considèrent comme étant quelqu'un de « gentil » et « serviable ».
Le 6 août 1993, à Perpignan, Tissier tue sa voisine de palier Concetta Lemma, 45 ans. Il l'a probablement violée puis tuée par strangulation. Il la ligote et l'enveloppe dans un rideau de douche, avant de cacher son corps dans le tunnel souterrain des « Coves » à Canohès, à plusieurs centaines de mètres de profondeur. À la suite de la disparition de Concetta Lemma, ses filles demandent à Tissier s'il a des nouvelles, mais celui-ci répond négativement. Tissier leurs propose alors de les accompagner au commissariat pour signaler la disparition. Les gendarmes, croyant à un départ volontaire, ne prennent cependant pas la peine d'ouvrir une enquête, la disparue devant comparaître le mois suivant pour complicité de trafic de drogue.
Dans la nuit du 10 au 11 septembre 1993, Tissier agresse une amie, Marie-Josée Gauze, âgée de 41 ans, dans cette même ville. Il tente de l'étrangler avec un foulard, elle lui résiste. Il frappe violemment sa tête contre le sol à plusieurs reprises, elle s'évanouit. Tissier la ligote et la déshabille. Lorsqu'elle se réveille, il l'a très certainement violée. Tissier s'apprête à la tuer, mais Marie-Josée Gauze le raisonne, il se calme et s'en va. La victime appelle les urgences et est hospitalisée. Convaincu d'être recherché pour la tentative de meurtre de son amie, Tissier entame une cavale.
Le 13 septembre 1993, à 18 h, sur le parking de l'école primaire, Tissier attend Karine Volckaert, 8 ans, la fille de Jocelyne Milluy, une amie mormone. Karine accepte volontiers sa proposition de la ramener chez elle. Il se gare près d'un entrepôt à l'abri des regards et lui dit qu'il vont faire un jeu. Il la menotte, la bâillonne et lui met une cagoule. Il l'oblige à descendre du siège et se cacher. Il se rend à Fitou et gare la voiture près d'une maison abandonnée à l'extérieur du village. Il installe Karine à l'arrière de la voiture, la viole en maintenant de force ses poignets. Elle essaie de se débattre, Tissier la frappe plusieurs fois. Réalisant ce qu'il vient de faire, Tissier l'étrangle à mort. Il la viole de nouveau, la transporte, la jette dans le puits de la maison abandonnée et jette des détritus par-dessus pour la dissimuler.

### Arrestation, incarcération et conséquences sur la récidive
Le 21 septembre 1993, Tissier est arrêté par les gendarmes à Paulhan (dans l'Hérault), après une course-poursuite. Il se rend sans résistance. Dans sa voiture, il y a des armes. Il indique aux enquêteurs où trouver le corps de Karine Volckaert. Au cours des interrogatoires, il avoue l'agression de Marie-Josée Gauze ainsi que le viol et le meurtre de Karine. Tissier est placé en détention provisoire, mis en examen pour meurtre suivi de viol sur mineure de moins de 15 ans à l'encontre Karine Volkaert et pour la tentative de meurtre de Marie-Josée Gauze.
L'arrestation de Tissier provoque un débat médiatique sur la récidive et engendre une polémique concernant le rétablissement de  la peine de mort pour les assassins d'enfants.
Le 1er février 1994, Pierre Méhaignerie, alors ministre de la Justice, propose une loi dite de « perpétuité incompressible » qui permet à la Cour d'exclure la libération anticipée d'un condamné pour viol et meurtre sur mineur, évitant pour le futur que d'autres criminels comme Patrick Tissier puissent éventuellement sortir de prison à la fin d'une période de sûreté, si le tribunal le décide.
Le 26 février 1994, Dominique Milluy, oncle de Karine, prend en otage le directeur de cabinet du maire de Perpignan dans son bureau, sous la menace d'une arme de poing. Il exige que Patrick Tissier lui soit livré. Il se rend sans conditions aux policiers, peu avant 21 h, et passe trois mois en prison pour ces faits.
En détention, Tissier envoie de nombreuses lettres à la juge d'instruction, Danielle Braud, dans lesquelles il raconte son mélange de violence et de sexualité. Au bout de deux ans d'incarcération, Tissier affirme avoir des déclarations à faire concernant la disparition de Concetta Lemma,.
Le 19 septembre 1995, Tissier est extrait de sa cellule afin de faire ses révélations. Interrogé devant la juge Braud, il affirme, dans un premier temps, ne pas supporter d'être insulté par ses gardiens et codétenus puis dit trouver injuste de ne pas avoir de chocolat au petit-déjeuner. Après avoir longuement discuté de ses mésententes carcérales, Tissier avoue avoir tué Concetta Lemma en l'étranglant, avant de la démembrer, puis avoue avoir dispersé les restes de son cadavre dans un étang de Fitou. Il est mis en examen pour le meurtre de Concetta Lemma. Après que Tissier ait regagné sa cellule, des recherches sont alors menées durant plusieurs mois, mais ne donnent rien. À la suite des recherches infructueuses des enquêteurs, Tissier avoue finalement avoir menti sur l'endroit où il a caché le corps de Concetta Lemma et donne une autre version, dans laquelle il affirme avoir caché le corps sous 2 000 m3 de gravats. Les aveux de Tissier s'avèrent également être une « pure invention ».
Tissier est de nouveau extrait de sa cellule, le 13 septembre 1996, afin d'être de ré-interrogé sur le meurtre de Concetta Lemma. En garde à vue, Tissier donne de nouveaux indices détaillés aux enquêteurs, en avouant finalement que le corps de Concetta se trouve dans le tunnel souterrain des « Coves » à Canohès. Des fouilles sont faites sur les lieux et permettent de découvrir le corps de Concetta, trois ans après sa disparition, le 16 septembre 1996.
Tissier est renvoyé devant la cour d'assises des Pyrénées-Orientales pour le meurtre de Concetta Lemma, la tentative de meurtre de Marie-Josée Gauze ainsi que du meurtre de Karine Volkaert accompagné de viol sur mineure de moins de 15 ans, commis en état de récidive. Il est surnommé « L'Ogre de Perpignan ».

### Procès et condamnation
Le 26 janvier 1998, le procès de Tissier s'ouvre à la cour d'assises des Pyrénées-Orientales à Perpignan. Il a alors 45 ans.
Étienne Nicolau est avocat de Jocelyne Milluy et de Marie-Josée Gauze. André Coll est l'avocat de la famille Lemma. La défense de Patrick Tissier est assurée par Enric Vilanova et Pierre Parrat.
Les experts psychiatres concluent que Tissier ne souffre pas de pathologie mentale et qu'il associe violence et sexualité : pour lui ces deux termes sont indissociables. Il fait ainsi subir à ses victimes des tortures multiples afin de satisfaire ses besoins sexuels. Tissier est interrogé sur les meurtres commis à Perpignan et déclare entre autres avoir « eu envie » de Karine Volckaert et qu'il avait ressenti des pulsions le week-end précédant la mort de la fillette. Il raconte qu'entre l'agression de Marie-Josée Gauze et l'enlèvement de Karine Volckaert qui a duré un week-end entier, il redoutait que la police ne le retrouve et qu'il s'était caché dans Perpignan. À la fin du procès, Tissier s'excuse pour toutes les atrocités commises et déclare ne pas souhaiter que la ville de Perpignan connaisse « un autre Patrick Tissier ».
Le 30 janvier 1998, Tissier est condamné à la réclusion criminelle à perpétuité, assortie d'une période de sûreté de 30 ans,.

### Réactions concernant la fin de période de sûreté et nouveau témoignage
En septembre 2023, de nombreux médias réagissent concernant le 30e anniversaire de l'incarcération de Tissier, lui donnant la possibilité de demander une libération conditionnelle. Les familles des victimes et les victimes rescapées s'opposent fortement au fait qu'il puisse être libéré un jour, convaincus qu'il commettrait de nouveaux crimes,,,,,,,,,.
À la suite de cette médiatisation, Yvelise R. se manifeste et affirme être une autre victime de Tissier, qu'il aurait violée lors de sa sixième permission de sortie, en décembre 1982. Âgée d'une vingtaine d'année au moment des faits, la sexagénaire avoue que Tissier s'était introduit chez-elle alors que son mari, Christian, était incarcéré au Centre de détention de Muret, dans lequel avait été détenu Tissier pour le meurtre de sa petite-amie. Ne connaissant pas Yvelise personnellement, Tissier a eu connaissance du domicile du couple par l'intermédiaire de Christian. Il aurait alors profité que celui-ci soit incarcéré pour pénétrer au domicile d'Yvelise et la violer en son absence.

« Je réagis aujourd’hui parce que je me dis que si j'avais alerté la police sur le moment, peut-être que ce type aurait été interpellé et qu'il n'aurait pas commis les horreurs qu'il a enchaînées. Je parle parce que Patrick Tissier est libérable et que je m'en voudrais à vie s'il réussissait à nouveau à voler l'adresse d'une sœur, d'une femme ou d'une petite-fille d'un codétenu et qu'il recommence à violer et tuer »

— Yvelise R.

## Liste des victimes connues de Tissier
| Les faits         | Les faits | Découverte        | Découverte | Identité               | Âge          |
| Date              | Lieu      | Date              | Lieu       | Identité               | Âge          |
| ----------------- | --------- | ----------------- | ---------- | ---------------------- | ------------ |
| 1er mai 1971      | Bourges   | 2 mai 1971        | Bourges    | Marie-Françoise Pinson | 18           |
| Mi-décembre 1982  | Toulouse  | 3 octobre 2023    | Toulouse   | Yvelise R.             | la vingtaine |
| 22 décembre 1982  | Toulouse  | 22 décembre 1982  | Toulouse   | une secrétaire         | 18           |
| 23 décembre 1982  | Toulouse  | 23 décembre 1982  | Toulouse   | une jeune femme        | inconnu      |
| 6 août 1993       | Perpignan | 16 septembre 1996 | Canohès    | Concetta Lemma         | 45           |
| 10 septembre 1993 | Perpignan | 10 septembre 1993 | Perpignan  | Marie-Josée Gauze      | 41           |
| 13 septembre 1993 | Perpignan | 21 septembre 1993 | Fitou      | Karine Volckaert       | 8            |